# Polca canaria
La polca canaria es un estilo musical perteneciente al folclore de Uruguay.
Surge a partir de la milonga, que se modifica y toma aspectos característicos de la polca, por tanto conserva el fraseo melódico de la primera con acompañamiento, ritmo y decoraciones de la segunda.
La estructura de la polca canaria consiste en cuatro estrofas constituidas por una sola parte melódica, el texto se asienta sobre una cuarteta octosílaba.
Se originó en el Departamento de Canelones, donde adquiere el nombre de polca canaria, pero su popularidad se extiende a todo el país, siendo junto con la chamarrita uno de los estilos folclóricos más populares.